# Ichneumon yalowae
Ichneumon yalowae is een vliesvleugelig insect (orde Hymenoptera) uit de familie van de gewone sluipwespen (Ichneumonidae). De wetenschappelijke naam van de soort werd in 2016 door Rebecca Kittel gepubliceerd als nomen novum voor Ichneumon varius Gmelin, 1790: 2699 non Ichneumon varius Gmelin, 1790: 2700 (Johann Friedrich Gmelin gaf de naam in dezelfde publicatie aan twee verschillende soorten). Beide door Gmelin gegeven namen zijn junior homoniemen van Ichneumon varius Pontoppidan, 1763.
De naam eert Rosalyn Sussman Yalow (1921–2011), een Amerikaans natuurkundige en nobelprijswinnares.